# Radio Onda Rossa
Radio Onda Rossa est une station de radio italienne qui a commencé à émettre le 24 mai 1977 à Rome, basée Via dei Volsci, 56, dans le quartier San Lorenzo.

## Histoire
Fondée par un groupe de militants du Mouvement autonome romaine, elle est l'une des radios libres de référence du Mouvement de 1977, refusant toutefois cette dénomination et adoptant celle de « radio militante », « radio du mouvement » ou « radio révolutionnaire ».
Le 13 octobre 1982, à 2 h 15 heure locale, un engin explosif estimé à 3 kg de dynamite explose devant la porte de l'appartement de Radio Onda Rossa, causant des dégâts considérables à l'intérieur de ses locaux, dans l'ensemble de l'immeuble et dans les immeubles voisins. L'immeuble de Via dei Volsci est déclaré inhabitable. Au moment de l'explosion, une seule personne se trouvait dans les locaux, Emanuele Dessì, qui reste indemne grâce à sa distance par rapport au lieu de l'explosion (peut-être alerté par les poseurs de bombes eux-mêmes). Radio Onda Rossa remonte immédiatement à une organisation sioniste, la Lega di difesa ebraica (LED), qui avait déjà mené des actions de menace par téléphone auprès de la rédaction, annonçant une action « punitive ». C'est l'époque de l'occupation militaire israélienne de Beyrouth, du massacre de Sabra et Chatila, et donc de la fracture de l'opinion publique à l'égard d'Israël, qui implique inévitablement les communautés juives, ce qui se traduit souvent par des comportements antisémites de la part des hommes politiques et des médias,.
Depuis 1977, Radio Onda Rossa émet sur la fréquence 93.300-93.450 MHz à Rome et dans le Latium : en juillet 1987, elle est occultée par le signal beaucoup plus puissant de Radio Vatican, bien qu'elle ait été reconnue par le ministère des Télécommunications comme étant légitime pour émettre sur cette fréquence.